# Мусаев, Камал Якубович
Камал Якубович Мусаев (20 июня 1965, Ругуджа, Гунибский район, Дагестанская АССР, РСФСР, СССР — 24 ноября 1995) — советский и российский борец классического стиля, обладатель Кубка мира, двукратный чемпион СССР.

## Биография
Вольной борьбой начал заниматься с 12 лет под руководством Алисултана Омарова. В 1982 году впервые принял участие в юношеском первенстве  СССР, выступая за ЦС ДСО «Урожай» (Махачкала), и занял первое место. В 1983 году переехал в Ростов-на-Дону, где начал учиться в школе интернате спортивного профиля № 10, в группу, только что сошедшего с большого ковра, серебряного призера Чемпионата СССР 1979 года, тренера Калуста Харахашяна, который раскрыл талант Камала. В 1984 году Мусаев становится бронзовым призёром юношеского союзного первенства страны. Особенно удачным для Камала выдался 1986 год, когда он в январе в ростовском дворце спорта был награждён золотой медалью чемпиона страны, обыграв в финале Рафиза Садыкова со счётом 9:0; в июне – бронзовой медалью чемпионата Дружественных армий в Германии; в том же месяце – золотой медалью победителя Спартакиады Народов СССР; в ноябре побеждает на Кубке СССР, и, наконец в том же месяце – на Кубке Мира в Оук-Лоне (США) награждается двумя золотыми медалями в личном и командном зачете. В 1987 году Камал Мусаев подтверждает звание чемпиона страны и становится уже двукратным чемпионом СССР. В том же году стал обладателем Голден Гран-При.

## Личная жизнь
Мусаев родился в селе Ругуджа и был четвертым сыном в семье. В 1983 году окончил ростовскую школу интернат № 10 спортивного профиля. В 1988 году окончил спортивный факультет Ростовского педагогического института.

## Достижения
- Всесоюзный турнир памяти Л. Егорова 1984 — ;
- Первенство СССР по классической борьбе среди юниоров 1984 —
- Первенство СССР по классической борьбе среди юниоров 1985 —
- Чемпионат СССР по классической борьбе 1986 — ;
- Гран При Германии 1986 — ;
- Летняя Спартакиада народов СССР 1986 — ;
- Кубок СССР по классической борьбе 1986 — ;
- Кубок мира по борьбе 1986 — ;
- Чемпионат СССР по классической борьбе 1987 — ;
- Голден Гран-При 1987 — ;